# Phaedrotettix concinnus
Phaedrotettix concinnus är en insektsart som först beskrevs av Scudder, S.H. 1897.  Phaedrotettix concinnus ingår i släktet Phaedrotettix och familjen gräshoppor. Inga underarter finns listade i Catalogue of Life.